# Level Mountain Range
Die Level Mountain Range ist eine kleine, aber prominente Gebirgsgruppe im Norden der kanadischen Provinz British Columbia.

## Geographie
Die Level Mountain Range nimmt den weiten Gipfel des Level Mountain ein. Sie liegt zwischen dem Tuya River im Osten sowie dem Sheslay River im Westen und stellt die höchste Erhebung des Nahlin Plateau dar. Das Gebirge ist geologisch jünger als der Hauptteil des Level Mountain; es entstand in den vergangenen 7,1 Millionen Jahren. Ein erodierter Schichtvulkan und mehrere Lavadome aus dem Miozän bis Pleistozän haben die Level Mountain Range geschaffen. Den höchsten Punkt bildet der Meszah Peak ganz im Norden der Gebirgsgruppe mit einer Höhe von 2164 m.

## Etymologie
Der Name des Berges wurde am 21. Dezember 1944 als „Level Mountain“ offiziell anerkannt und am 14. August 1952 in „Level Mountain Range“ geändert.